# Where Are My Children?
Where Are My Children? est un film américain réalisé par Lois Weber, sorti en 1916.

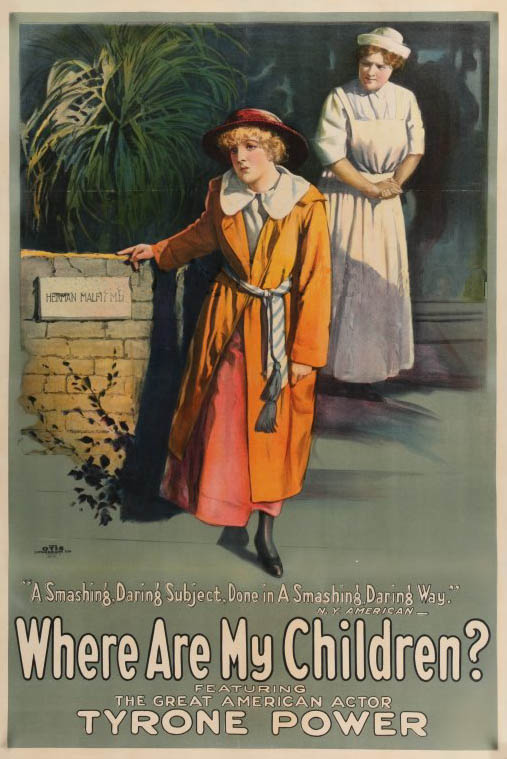
Affiche du film.

Le film s'inspire de l'histoire vraie de Margaret Sanger qui a milité pour la contraception et la liberté d'expression, et été poursuivie en justice pour avoir diffusé des informations concernant le contrôle des naissances, ce qui était considéré comme illégal depuis le Comstock Act de 1873.

## Synopsis
Un procureur poursuit en justice un médecin pour avoir pratiqué des avortements illégalement, et découvre que des personnes de la haute société, y compris sa femme, ont eu recours à ses services.

## Fiche technique
- Réalisation : Lois Weber, Phillips Smalley (non crédité)
- Scénario : Lois Weber, Phillips Smalley d'après une histoire de Lucy Payton et Franklin Hall
- Producteurs : Phillips Smalley, Lois Weber
- Photographie : Stephen S. Norton (non crédité)
- Production : Lois Weber Productions
- Distributeur : Universal Film Manufacturing Company
- Durée : 62 minutes
- Date de sortie : 
  - États-Unis : mai 1916

## Distribution

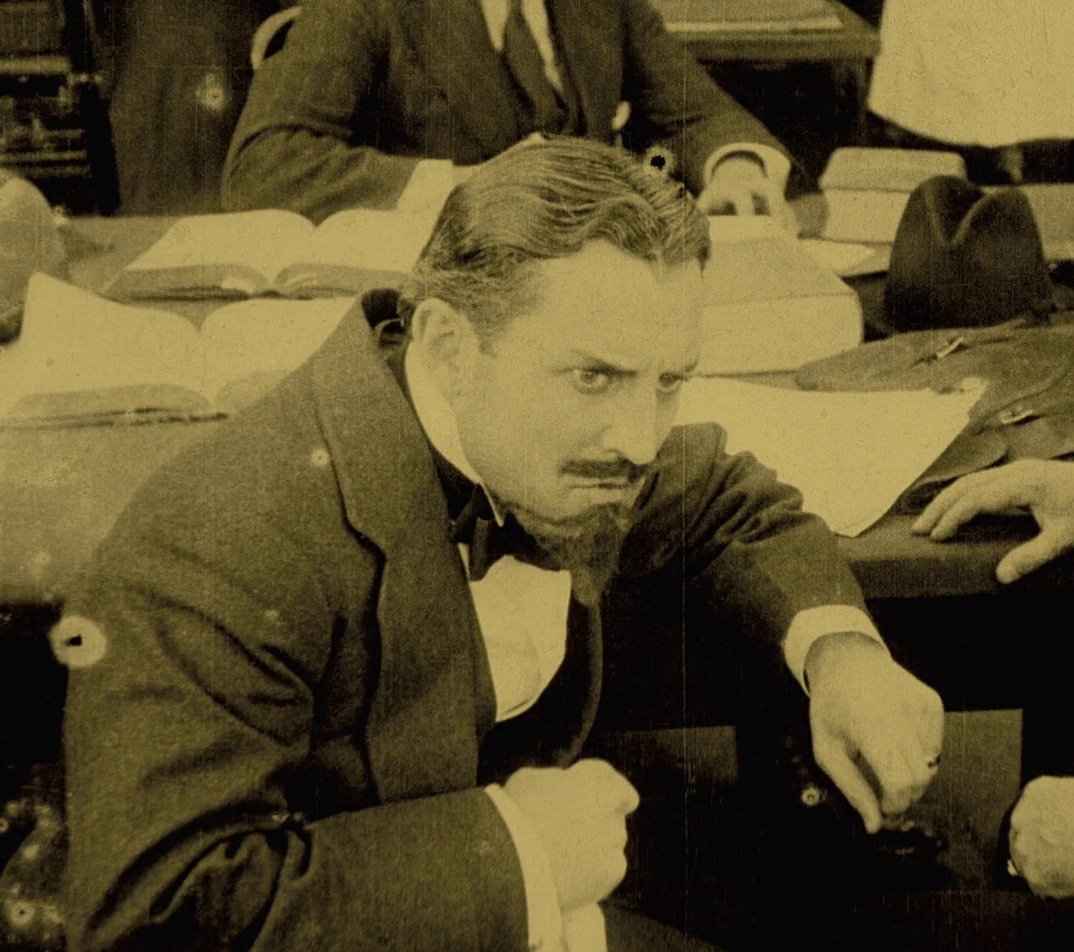
Juan de la Cruz dans une scène du film.

- Tyrone Power Sr. : District Attorney Richard Walton
- Mrs. Tyrone Power : Mrs. Richard Walton
- Marie Walcamp : Mrs. William Carlo
- Cora Drew : Walton's Housekeeper
- Rena Rogers : Lillian - Housekeeper's Daughter
- A.D. Blake : Roger -le frère de Mme Walton
- Juan de la Cruz : Dr. Herman Malfit
- C. Norman Hammond as Dr. William Homer
- William J. Hope : Richard's Brother-in-Law - a Eugenic Husband
- Marjorie Blynn : Richard's Sister - a Eugenic Wife
- William Haben : Dr. Gilding
- George Berrell : Judge (non crédité)
- Mary MacLaren : Walton's Maid (non créditée)[2]

## Réception
Le film a été diffusé largement et a contribué à la popularité de Lois Weber. Il a été un succès à New York et à Manhattan, après qu'un procès ait été rejeté et que le film a été autorisé. À Atlantic City, le film a été projeté devant des salles combles. Les critiques ont apprécié le film pour son traitement délicat de sujets sensibles, son souci du détail et ses qualités dramatiques. Cependant en Pennsylvanie le film a été interdit , même après plusieurs réclamations après des censeurs. Ils pensaient que le sujet était ignoble et qu'aucun montage ne pourrait rendre le film digne d'être vu par des gens honnêtes.